# ری ایگاراشی
ری ایگاراشی (به ژاپنی: 大濱 貴子, Ōhama Takako)؛ زادهٔ ۹ ژانویهٔ ۱۹۶۳) صداپیشه، و بازیگر اهل ژاپن است.